# Yani Tseng
Yani Tseng (Chinees: 曾雅妮; 23 januari 1989) is een golfprofessional uit Taiwan. Ze speelt sinds 2008 op de Amerikaanse LPGA Tour.
Tseng begon met golf al op 5-jarige leeftijd, en werd in de jaren daarna ondersteund door haar ouders, haar coach in Taiwan Tony Kao en Ernie Huang, die sinds 2001 haar coach in de Verenigde Staten is.

## Amateur
Als amateur won Tseng vier toernooien in de Verenigde Staten en vijftien andere internationale toernooien. Van 2004-2006 was zij de beste amateur in Taiwan. 

### Gewonnen (selectie)
- 2003: Callaway Junior Golf Championship, Asia Pacific Junior Championship
- 2004: Asia Pacific Junior Championship, USGA Women’s Amateur Public Links Championship (finale tegen Michelle Wie)
- 2005: Asia Pacific Junior Championship, Arizona Silver Belle Championship, North & South Women’s Amateur Championship (matchplay)

## Professional
Bij Tsengs eerste poging slaagde zij erin zich te kwalificeren voor de Amerikaanse Ladies Tour en werd in 2008 de Louise Suggs Rolex Rookie of the Year. In 2010 werd zij Rolex Player of the Year.
Record
In 2011 won zij als jongste winnares ooit haar derde Major, het Wegmans LPGA Championship. Ze was 22 jaar, 5 maanden en drie dagen oud. Haar score was 66-70-67-66=269, een voorsprong van 10 slagen op nummer twee, Morgan Pressel. Ze versloeg hiermee Gene Sarazen, die in 1923 zijn derde Major won, het Amerikaanse PGA Kampioenschap, toen hij 21 jaar, 7 maanden en 2 dagen oud was. Eigenlijk was Tom Morris jr. de jongste winnaar van drie Majors, die in 1870 19 jaar was, maar dit wordt niet meegeteld omdat er maar 20 deelnemers waren.

### Gewonnen
LPGA Tour
- 2008: McDonald's LPGA Championship Presented by Coca-Cola
- 2009: LPGA Corning Classic
- 2010: Kraft Nabisco Championship, RICOH Women's British Open, P&G NW Arkansas Championship Presented by Walmart
- 2011: Honda LPGA Thailand, LPGA State Farm Classic, Wegmans LPGA Championship (-19), Ricoh Women's British Open (-16), Hana Bank Championship (-14), Sunrise LPGA Taiwan Championship
- 2012: Honda LPGA Thailand, RR Donnelley LPGA Founders Cup, Kia Classic

Europese Tour (LET)
- 2010: Handa Women's Australian Open, RICOH Women's British Open
- 2011: ANZ RACV Ladies Masters, ISPS Handa Women's Australian Open, Ricoh Women's British Open (-16)

Canadese Tour
- 2007: CN Canadian Women's Tour op de Vancouver Golf Club (-4)

Aziatische Tour (ALPGA)
- 2007: DLF Women's Indian Open  (-1) na play-off  tegen Russy Gulyanamitta
- 2011: ANZ RACV Ladies Masters

Ladies Asian Golf Tour (LAGT)
- 2011: Suzhou Taihu Ladies Open

Taiwan Ladies Tour (TLPGA)
- 2008: Royal Ladies Open  (-20)
- 2010: Taifong Ladies Open (+3)
- 2011: Taifong Ladies Open (+2), aifong Ladies Open, Swinging Skirts TLPGA Invitational
- 2014: Taifong Ladies Open (-1)

Australië (ALPG Tour)
- 2010: Handa Women's Australian Open (-9)
- 2011: ISPS Handa Women's Australian Open (-16)